# 프랭클린 실스
프랭클린 실스(Franklyn Seales, 1952년 7월 15일 ~ 1990년 5월 14일)는 미국의 배우이다.
세인트빈센트섬에서 태어났으며 뉴욕에서 사망하였다.

## 출연 작품

### 영화
- Great Performances (1974) - 리어왕 편
- 스타 트랙 (1979)
- 서던 콤포트 (1981)

### 텔레비전
- 아빠는 멋쟁이 (1983-87)